# Brissidae
Brissidae Gray, 1855 é uma família de ouriços-do-mar pertencente à ordem Spatangoida.

## Características
Os membros da família Brissidae são ouriços-do-mar de morfologia corporal irregular, com a boca e o ânus deslocados para pólos opostos do corpo, gerando assim uma linha antero-posterior e uma parte dianteira e traseira na respectiva testa. A boca situa-se no primeiro quarto da face oral, com o ânus na posição oposta, voltado para o lado traseiro.
Os espinhos (radíolos) são finos, por vezes relativamente longos, inseridos sobre tubérculos perfurados.
A carapaça (na realidade a testa) apresenta-se alongada na direcção antero-posterior. Apresenta os fascíolos bem visíveis característicos dos taxa do agrupamento Spatangoida. As zonas ambulacrárias são em forma de cinco pétalas.
Estes ouriços não apresentam aparelho masticatório em forma de lanterna de Aristóteles, alimentando-se filtrando a areia..

## Taxonomia
A base de dados taxonómicos WRMS estabelece a seguinte delimitação para a família:
- Género Anabrissus (Mortensen, 1950b)
- Género Anametalia (Mortensen, 1950b)
- Subfamília Brissopsinae (Lambert, 1905)
  - Género Brissalius (Coppard, 2008)
  - Género Brissopsis (L. Agassiz, 1840)
- Género Brissus (Gray, 1825)
- Género Cionobrissus (A. Agassiz, 1879)
- Género Idiobryssus (H.L. Clark, 1939)
- Género Meoma (Gray, 1851b)
- Género Metalia (Gray, 1855)
- Género Neopneustes (Duncan, 1889)
- Género Plagiobrissus (Pomel, 1883)
- Género Rhynobrissus (A. Agassiz, 1872)
- Género Taimanawa (Henderson & Fell, 1969)

A base de dados NCBI estabelece a seguinte delimitação para a família:
- Género Brissopsis (L. Agassiz, 1840)
- Género Brissus (Gray, 1825)
- Género Cyrtechinus (Mortensen, 1942)
- Género Meoma (Gray, 1851b)
- Género Metalia (Gray, 1855)
- Género Plagiobrissus (Pomel, 1883)

A base de dados ITIS segue a NCBI mas não reconhece Cyrtechinus e Metalia como taxa integrantes.